# Jan Sęk
Jan Sęk (ur. 14 czerwca 1948 w Rakszawie) – polski polityk i nauczyciel akademicki, senator III kadencji, członek Krajowej Rady Radiofonii i Telewizji (1997–2003).

## Życiorys
Ukończył w 1971 studia na Wydziale Prawa Uniwersytetu Marii Curie-Skłodowskiej w Lublinie, w 1982 uzyskał stopień doktora nauk humanistycznych. W pierwszej połowie lat 70. był zatrudniony w urzędzie wojewódzkim, pełnił funkcję zastępcy naczelnika powiatu. Od 1975 zawodowo związany z UMCS, doszedł do stanowiska adiunkta w Zakładzie Badań Etnicznych na Wydziale Politologii.
W latach 1993–1997 sprawował mandat senatora III kadencji, wybranego z ramienia Polskiego Stronnictwa Ludowego w województwie lubelskim. Następnie do 2003 zasiadał w Krajowej Radzie Radiofonii i Telewizji (od 1999 jako zastępca przewodniczącego). Bezskutecznie kandydował w wyborach do Senatu w 2005 (z własnego komitetu) oraz w wyborach na prezydenta Lublina i do sejmiku lubelskiego z listy PSL w 2006. W 2009 powołany na dyrektora naczelnego Filharmonii im. Henryka Wieniawskiego w Lublinie.